# Michel Louis Joseph Bonté
Michel Louis Joseph Bonté, né le 27 juillet 1766 à Coutances (Manche) mort le 6 mars 1836 à Paris, est un général français de la Révolution et de l’Empire.

## Biographie
Il est le fils de Pierre Bonté, docteur en médecine, membre correspondant de l'Institut de France qui exerce son art à Coutances pendant plus de 50 ans. Après avoir été élève du collège de Coutances, il se trouve disponible en 1792, lors de l'entrée en guerre de la France. 
Incorporé comme adjoint à l'état-major de l'armée des côtes de Cherbourg le 15 septembre 1792 avec rang de sous-lieutenant, il devient lieutenant et capitaine les 16 janvier et 6 juin 1793, il se retrouve élu chef de bataillon dans le 9e bataillon de volontaires de la Manche le 1er brumaire an II lors de la seconde réquisition. Avec son bataillon, il défend Granville assiégé par les Vendéens, participe à leur poursuite et lutte ensuite contre les Chouans de Bretagne jusqu'en 1800.
Passé dans la 12e demi-brigade de première formation en 1794 devenue la 81e demi-brigade de deuxième formation, il sert aux armées de l'Ouest et Angleterre de l'an II à l'an VIII, et est nommé chef de brigade le 1er frimaire an V pour sa conduite à l'affaire de Quiberon.
Proche de Hoche qui l'apprécie, il fait la connaissance de sa maîtresse qu'il épouse après la mort du Général. Celle-ci, Louise du Bot du Grégo, est une intrigante qui passera sa vie à essayer (avec succès), de sauver ses biens mis sous séquestre par suite de l'exil de son mari.
Il se distingue au combat de Granchamp le 5 pluviôse an VIII, et reçoit à cette occasion une lettre de félicitation du ministre de la guerre. Il fait les campagnes des ans IX et X au corps d'observation du Midi, et celles de l'an XI à l'an XIV en Italie. Membre et officier de la Légion d'honneur les 19 frimaire et 25 prairial an XII, il fait les guerres d'Italie de 1806 à 1808, et celles de Dalmatie, d'Allemagne et d'Illyrie, en 1809 et 1810.
De retour à l'armée d'Italie, il est promu le 6 août 1811 général de brigade. Envoyé à l'armée du nord de l'Espagne et au Portugal en 1812 et 1813, il revient en France à la fin de cette dernière année, et commande le 8 février 1814, une brigade de garde nationale de la division Pacthod.
Fait prisonnier de guerre le 25 mars à la bataille de Fère-Champenoise (1814), il rentre des prisons de l'ennemi dans le mois de mai suivant. Le gouvernement lui confie le 6 juin le commandement du département du Finistère, et le 31 août celui de Morlaix. Louis XVIII le décore de la croix de l'ordre royal et militaire de Saint-Louis le 14 novembre. Il n'est pas employé pendant les Cent-Jours, et le 1er septembre 1815 il reprend le commandement du département du Finistère, qu'il conserve jusqu'au 8 décembre suivant, époque à laquelle il est mis en disponibilité.
Attaché à l'inspection des troupes d'infanterie de 1816 à 1818, il est compris en cette qualité dans le cadre de l'état-major général de l'armée le 30 décembre 1818. Commandeur de la Légion d'honneur le 1er mai 1821, inspecteur-général de gendarmerie le 23 juillet 1823, commandant de la 7e subdivision de la 1re division militaire (Eure-et-Loir) le 27 août de la même année, il est admis à la retraite le 9 août 1826, et une ordonnance royale du 13 de ce mois lui confère le grade honorifique de lieutenant-général.
Il est mort à Paris le 6 mars 1836. Il a contracté un deuxième mariage plus paisible que le précédent.

### Vie familiale
Unique fils de Pierre Bonté (8 avril 1730 - Coutances ✝ 2 août 1806 - Coutances), docteur en médecine, Médecin à l'hôpital de Coutances, membre correspondant de l'Institut de France (Académie des sciences, 5 mars 1796), Michel Bonté épouse le 25 octobre 1797 Louise du Bot du Grégo (27 août 1770 - Surzur ✝ 27 janvier 1826 - château de Trévarez, Saint-Goazec), veuve de Antoine Henri (1759 ✝ 1796), vicomte d'Amphernet de Pontbellanger. Il contracte un deuxième mariage, plus paisible que le précédent, avec Thérèse de Carlotti ou plutôt "Elisabeth, dite Elisa, fille de Joseph de Carlotti et de Marie Claude Nicole du Merle, et sœur d'Emma, femme du général de Peccaduc"?

## État de service
- Sous-lieutenant, adjoint à l'état-major de l'armée des côtes de Cherbourg le 15 septembre 1792 ;
- Lieutenant le 16 janvier 1793 ;
- Capitaine le 6 juin 1793 ;
- Chef de bataillon dans le 9e de volontaires de la Manche le 22 octobre 1793 ;
- Chef de brigade le 21 novembre 1796 ;
- Affecté à l'armée d'Allemagne d'avril 1809 au 17 novembre 1811 ;
- Général de brigade le 6 août 1811 ;
- Affecté à l'armée du Nord (Espagne) du 17 novembre 1811 à janvier 1812 ;
- Affecté à la 7e division de l'armée du Portugal en janvier 1812 ;
- Commandant de la 1re brigade de la 1re division de l'armée du Portugal 1812 au 16 juillet 1813 ;
- Mis en disponibilité du 16 juillet 1813 au 8 février 1814 ;
- Commandant d'une brigade de garde nationale de la division Pacthod du 8 février 1814 au 25 mars 1814 ;
- Prisonnier de guerre à la bataille de Fère-Champenoise du 25 mars 1814 à mai 1814 ;
- Commandant du département du Finistère du 6 juin 1814 au 31 août 1814 ;
- Commandant de l'arrondissement de Morlaix du 31 août 1814 au Cent-Jours ;
- Commandant du département du Finistère du 1er septembre 1815 au 8 décembre 1815 ;
- Mis en disponibilité du 8 décembre 1815 au 14 septembre 1816 ;
- Inspecteur général d'Infanterie dans la 15e division militaire du 14 septembre 1816 au 31 décembre 1816 ;
- Mis en disponibilité du 31 décembre 1816 au 1er juillet 1818 ;
- Inspecteur général d'Infanterie dans les 13e et 14e divisions militaires du 1er juillet 1818 au 30 décembre 1818 ;
- Inspecteur général d'Infanterie du 30 décembre 1818 au 23 juillet 1823 ;
- Inspecteur général de Gendarmerie du 23 juillet 1823 au 27 août 1823 ;
- Commandant de la 7e subdivision (Eure-et-Loir) de la 1re division militaire du 27 août 1823 au 9 août 1826 ;
- Admis en retraite le 9 août 1826 ;
- Lieutenant général honoraire par ordonnance royale du 13 août 1826.

## Campagnes
- Guerre de Vendée :
  - Siège de Granville, Virée de Galerne ;
- Armée de l'Ouest et d'Angleterre (an II-an VIII : 
  - Affaire de Quiberon, combat de Granchamp le 5 pluviôse an VIII ;
- Corps d'observation du Midi (an IX-an X) ;
- Campagne d'Italie (an XI-an XIV) ;
- Campagne de Dalmatie (1806-1807) ;
- Campagne d'Allemagne et d'Autriche (1809) :
  - Bataille de Wagram, bataille de Znaïm ;
- Illyrie ;
- Campagne d'Espagne :
  - Bataille des Arapiles ;
- Campagne de France (1814) :
  - Bataille de Fère-Champenoise.

## Décorations
- Légion d'honneur :
  - Légionnaire le 19 frimaire an XII, puis,
  - Officier le 25 prairial an XII, puis,
  - Commandeur de la Légion d'honneur le 1er mai 1821 ;
- Chevalier de l'Ordre de la Couronne de fer ;
- Ordre royal et militaire de Saint-Louis :
  - Chevalier de Saint-Louis le 14 novembre 1814.

## Dotation
- Le 17 mars 1808, donataire d’une rente de 4 000 francs sur Rome.

## Titres
- Baron de l'Empire par décret du 19 mars 1808, confirmé par lettres royales du 24 août 1816.

## Hommage, Honneurs, Mentions…

### Épitaphe
- Épitaphe du tombeau de Michel Bonté rédigée par sa deuxième épouse, Thérèse de Carlotti :

« Son bras servit la patrie et soutint le malheur
sa voix enhardit les bataillons et encouragea le talent
sa jeunesse appartint aux braves
son âge mûr au bonheur de tous
le soldat
l'artiste
l'ami
et surtout l'épouse
voudraient tracer ici son éloge
mais quels accents prendrait leur reconnaissance
pour parler aussi haut que ses bienfaits. »

## Armoiries
| Figure | Blasonnement |
|        | Armes du baron Bonté et de l'Empire (décret du 19 mars 1808, confirmé par lettres patentes du 24 août 1816 (Paris)) Écartelé : le premier d'azur, aux quatre drapeaux d'or croisés en sautoir : le deuxième des barons tirés de l'armée ; le troisième de sable au pélican et sa piété d'argent. Le quatrième d'azur au chevron d'or, accompagné de trois quinte feuilles d'argent., Livrées : les couleurs de l'écu. |